# ۳۲ (میلادی)
۳۲ (میلادی) سی و دومین سال تقویم میلادی است.
سال ۳۲ میلادی  یک سال کبیسه بود که از سه‌شنبه تقویم ژولیانی شروع می‌شد. در آن زمان، این سال به عنوان سال کنسولی آهنوباربوس و کامیلوس شناخته می‌شد. نامگذاری این سال به سال ۳۲ میلادی از اوایل قرون وسطی، زمانی که تقویم آنو دومینی به روش رایج در اروپا برای نامگذاری سال‌ها تبدیل شد، مورد استفاده قرار گرفته است.

## رویدادها
- فیلون تفسیر نمادین خود از عهد عتیق (تمثیل) را می‌نویسد.

## زادگان
- ۲۸ آوریل - مارکوس سالویوس اتو، امپراتور روم
- بان چائو، ژنرال و دیپلمات چینی (متوفی ۱۰۲)[۱]
- بان گو، مورخ و سیاستمدار چینی (متوفی ۹۲ میلادی)[۱]

## درگذشتگان
- کاسیوس سوروس، سخنور و نویسنده رومی[۲]

- دسیموس هاتریوس آگریپا، کنسول روم

- لوسیوس کالپورنیوس پیسو، کنسول روم (متولد 48 قبل از میلاد)

- یحیی، شخصیت مذهبی در مسیحیت، اسلام و سایر ادیان ابراهیمی (متولد اواخر قرن اول قبل از میلاد)